# Aspidoscelis franciscensis
Aspidoscelis franciscensis е вид влечуго от семейство Камшикоопашати гущери (Teiidae). Видът не е застрашен от изчезване.

## Разпространение и местообитание
Разпространен е в Мексико.
Обитава гористи местности, пустинни области, места с песъчлива и влажна почва, планини, възвишения, хълмове, склонове, храсталаци, дюни, крайбрежия и плажове.

## Описание
Популацията на вида е намаляваща.